# 多宝院 (能代市)

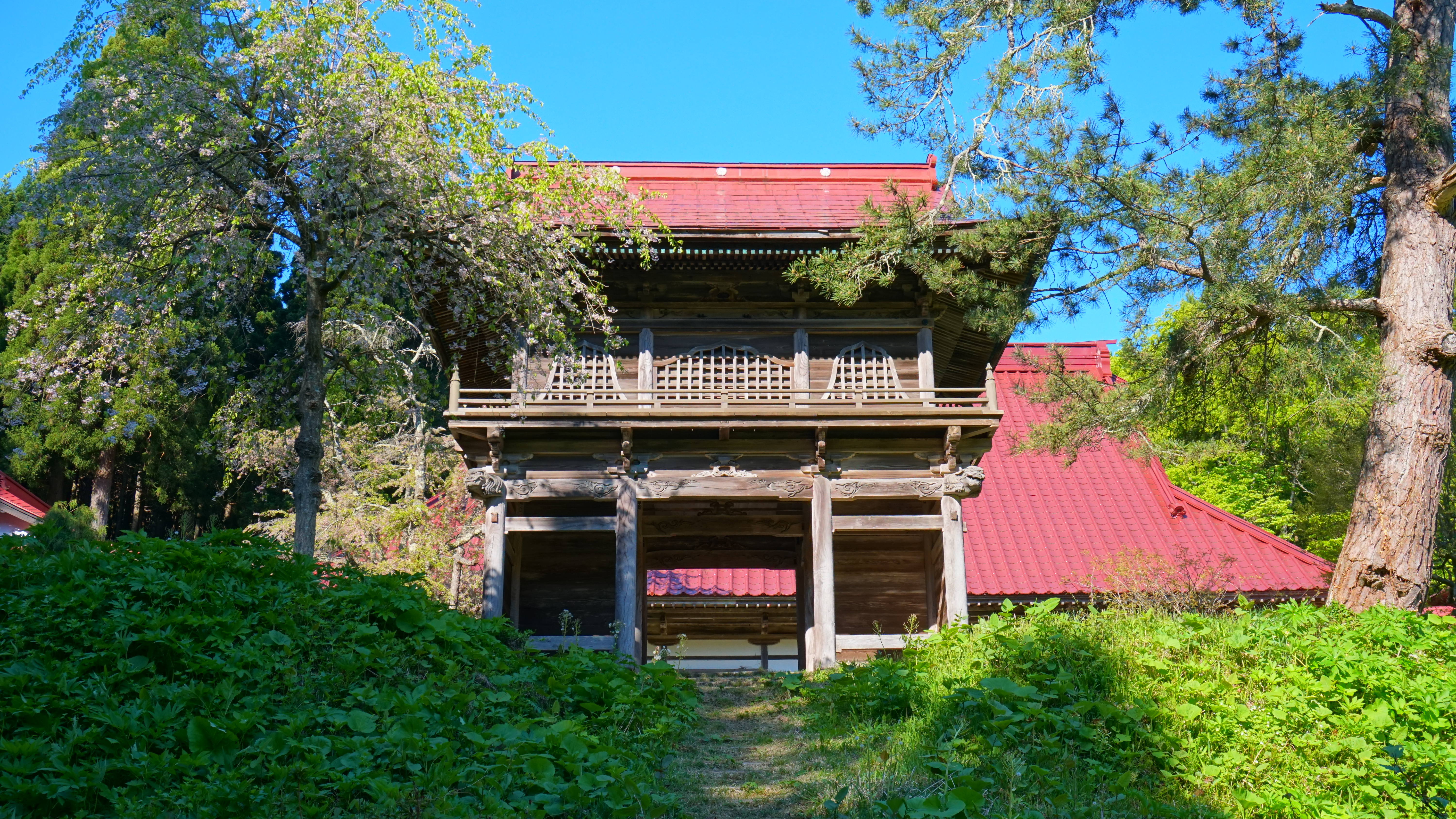
山門

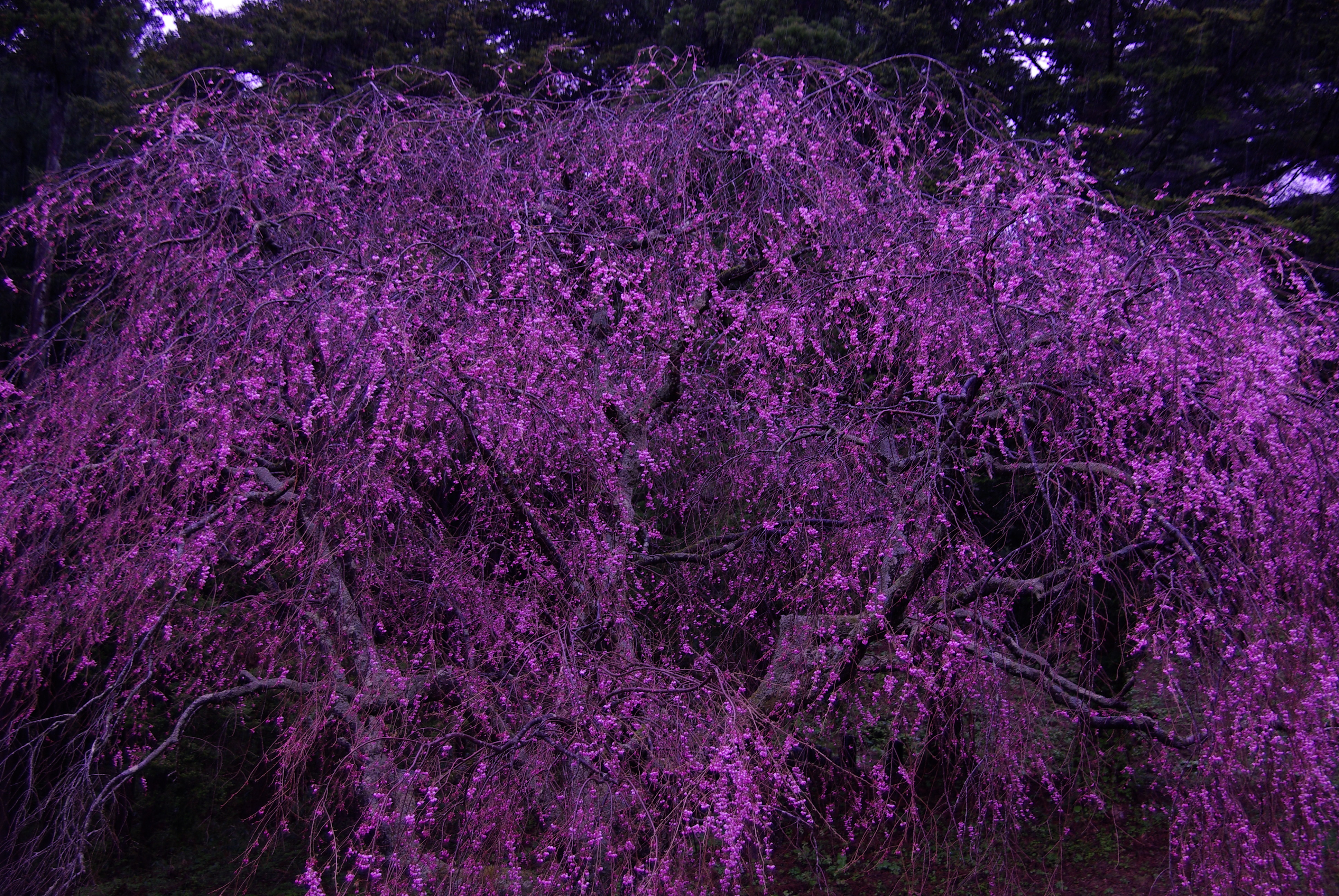
多宝院のシダレザクラ

多宝院（たほういん）は、秋田県能代市檜山字小間木にある曹洞宗寺院。地元ではシダレザクラの名所としても知られる。

## 概要
山号は潜竜山。一般的に院号の多宝院（多寶院）で知られる。本尊は聖観音。
久保田藩士多賀谷氏の菩提寺であり、「秋田武鑑」にも『禅宗 多寶院』と掲載されている。また同書より檜山住の家格宿老の藩士松野氏分家も同寺を菩提寺にしているのが分かる。
佐竹義宣の久保田藩移封による多賀谷氏移封に随行して常陸国より移転してきたので、茨城県下妻市に当地の多賀谷氏墓地を管理する同名の寺多宝院が存在する。
不動明王立像や多賀谷重経座像、国清寺跡より移された古扉を所蔵する。なお建造物は秋田県指定文化財である。

## 沿革
- 慶長7年（1602年） - 全欣和尚が多賀谷宣家に追随して仙北郡白岩に移転し中興、慶長15年（1610年）に檜山城下に再度移転して伽藍建立。
- 寛永11年（1634年） - 多賀谷重経の菩提を弔うために半鐘が寄贈される。
- 天和3年（1683年） - 現在地に移転する。
- 明和8年（1771年） - 本堂改築。
- 平成2年（1990年）3月20日 - 建物が県指定文化財に指定される。

### 常陸国多宝院の縁起
常陸国の多宝院の起源は鬼山和尚が常陸国大串村寺山に創建した寺院という。なお、当初の宗派は不詳。
創建時期には諸説あり、延徳元年（1489年）に多賀谷通経が創建したとの説と、文明年中（1469年 - 1487年）に多賀谷家稙が常陸国大串村から下妻城下に移転の上、乗国寺2世住職・中明栄主の弟子である小伝宗誾を開山とし曹洞宗寺院として創建したという説がある。
天正10年（1582年）に在雄和尚が朝廷に参内して正親町天皇より宸翰を得る。